# Tonight's Decision
Tonight's Decision è il quarto album in studio del gruppo musicale svedese Katatonia, pubblicato il 31 agosto 1999 dalla Peaceville Records.

## Tracce
Testi e musiche di Anders Nyström e Jonas Renkse.
1. For My Demons – 5:43
2. I Am Nothing – 4:37
3. In Death, a Song – 4:51
4. Had to (Leave) – 6:03
5. This Punishment – 2:46
6. Right into the Bliss – 5:04
7. No Good Can Come of This – 4:24
8. Strained – 4:14
9. A Darkness Coming – 5:02
10. Nightmares by the Sea – 4:16 (Jeff Buckley) – originariamente interpretata da Jeff Buckley
11. Black Session – 9:14 – contiene una traccia fantasma

Tracce bonus nella riedizione
1. No Devotion – 4:49
2. Fractured – 5:52

## Formazione
Gruppo
- Jonas Renkse – voce, cori
- Anders Nyström – chitarra, tastiera, cori
- Fredrik Norrman – chitarra, basso

Altri musicisti
- Dan Swanö – batteria

Produzione
- Katatonia – produzione
- Mikael Åkerfeldt – coproduzione parti vocali
- Tomas Skogsberg – ingegneria del suono
- Joakim Petterson – ingegneria del suono
- Mia Lorentzson – mastering